# Georgi Gongadze
Georgi Roeslanovytsj Gongadze, (Oekraïens: Георгій Русланович Ґонґадзе, Georgisch: გიორგი რუსლანის ძე ღონღაძე) (21 mei 1969 – 17 september 2000) was een Georgisch-Oekraïens journalist en filmregisseur die in 2000 in de buurt van Kiev werd ontvoerd en vermoord. Hij richtte in 2000 samen met Olena Prytoela de internetkrant Oekrajinska Pravda op.
De omstandigheden van zijn dood werden een nationaal schandaal en een focus voor protesten tegen de toenmalige President van Oekraïne, Leonid Koetsjma. Tijdens het Cassette-schandaal zijn geluidsbanden uitgebracht waarop Koetsjma, Volodymyr Lytvyn en andere hoge ambtenaren worden gehoord over de noodzaak om Gongadze het zwijgen op te leggen voor zijn online nieuwsberichten over corruptie op hoog niveau. Voormalig Minister van Binnenlandse Zaken, Yoeri Kravtsjenko, stierf op 4 maart 2005 aan twee schotwonden in het hoofd, slechts enkele uren voordat hij zou beginnen met het afleggen van een getuigenis als getuige in de zaak. Kravtsjenko was de overste van de vier politieagenten die kort na de dood van Kravtsjenko werden beschuldigd van de moord op Gongadze. De officiële uitspraak over zelfmoord werd in twijfel getrokken door berichten in de media.
Drie voormalige functionarissen van de afdeling buitenlandse surveillance en criminele inlichtingendienst van het Oekraïense ministerie van Binnenlandse Zaken (Valeri Kostenko, Mykola Protasov en Oleksandr Popovytsj) beschuldigd van moord werden in maart 2005 gearresteerd en een vierde (Oleksi Poekatsj, het voormalige hoofd van de eenheid) in juli 2009. Een rechtbank in Oekraïne heeft Protasov veroordeeld tot 13 jaar en Kostenko en Popovytsj tot 12 jaar in maart 2008 (het proces was begonnen in januari 2006) voor de moord. De familie van Gongadze gelooft dat het proces er niet in is geslaagd het brein achter de moord voor het gerecht te brengen. Er is nog niemand aangeklaagd voor het geven van het bevel voor de moord op Gongadze.